# Olympische Sommerspiele 1904/Ringen
Bei den III. Olympischen Spielen 1904 in St. Louis fanden sieben Wettbewerbe im Ringen statt. Austragungsort der Wettkämpfe am 14. und 15. Oktober war das Innenfeld des Stadions Francis Field.
Gerungen wurde erstmals im freien Stil, nachdem 1896 in Athen der griechisch-römische Stil zur Anwendung gekommen war und 1900 in Paris Ringen im Programm gefehlt hatte. Zwar waren die 42 teilnehmenden Ringer ausnahmslos US-Amerikaner, die Wettkämpfe gelten dennoch als olympisch, weil grundsätzlich Amateure aus allen Ländern teilnahmeberechtigt gewesen wären. Die Kämpfe dauerten in der Regel sechs Minuten. Fiel in dieser Zeit keine Entscheidung, folgte eine dreiminütige Verlängerung (im Finale sechs Minuten). Drittplatzierter war jeweils automatisch derjenige, der in der ersten Vorrunde gegen den späteren Olympiasieger verloren hatte.

## Medaillenspiegel
| Platz | Land               | Gold | Silber | Bronze | Gesamt |
| ----- | ------------------ | ---- | ------ | ------ | ------ |
| 1     | Vereinigte Staaten | 7    | 7      | 7      | 21     |

## Ergebnisse Freistil

### Papiergewicht (bis 105 lb / 47,63 kg)
| Platz | Land | Sportler            |
| ----- | ---- | ------------------- |
| 1     | USA  | Bob Curry           |
| 2     | USA  | John Hein           |
| 3     | USA  | Gustav Tiefenthaler |
| 4     | USA  | Claude Holgate      |

Datum: 14. und 15. Oktober 1904

4 Teilnehmer
Gustav Tiefenthaler wird in der Ergebnisliste des IOC als Schweizer gewertet, doch in der Einzelauflistung wird er als Amerikaner geführt, hier muss das IOC noch aufräumen.

### Fliegengewicht (bis 115 lb / 52,16 kg)
| Platz | Land | Sportler       |
| ----- | ---- | -------------- |
| 1     | USA  | George Mehnert |
| 2     | USA  | Gustav Bauer   |
| 3     | USA  | William Nelson |

Datum: 14. und 15. Oktober 1904

Mit drei Teilnehmern war diese Gewichtsklasse am geringsten besetzt.

### Bantamgewicht (bis 125 lb / 56,70 kg)
| Platz | Land | Sportler           |
| ----- | ---- | ------------------ |
| 1     | USA  | Jack Niflot        |
| 2     | USA  | August Wester      |
| 3     | USA  | Louis Strebler     |
| 4     | USA  | J. M. Cardwell     |
| 5     | USA  | Milton Whitehurst  |
| 5     | USA  | Frederick Ferguson |
| 5     | USA  | Charles Stevens    |

Datum: 14. und 15. Oktober 1904

7 Teilnehmer

### Federgewicht (bis 135 lb / 61,24 kg)
| Platz | Land | Sportler           |
| ----- | ---- | ------------------ |
| 1     | USA  | Benjamin Bradshaw  |
| 2     | USA  | Theodore McLear    |
| 3     | USA  | Charles Clapper    |
| 4     | USA  | Frederick Ferguson |
| 5     | USA  | Dietrich Wortmann  |
| 6     | USA  | J. C. Babcock      |
| 6     | USA  | Max Miller         |
| 6     | USA  | Louis Strebler     |
| 9     | USA  | Hugo Toeppen       |

Datum: 14. und 15. Oktober 1904

9 Teilnehmer

### Leichtgewicht (bis 145 lb / 65,27 kg)
| Platz | Land | Sportler          |
| ----- | ---- | ----------------- |
| 1     | USA  | Otto Roehm        |
| 2     | USA  | Rudolph Tesiny    |
| 3     | USA  | Albert Zirkel     |
| 4     | USA  | William Hennessy  |
| 5     | USA  | Fred Huseman      |
| 5     | USA  | Charles Haberkorn |
| 5     | USA  | Rudolph Wolken    |
| 5     | USA  | Charles Eng       |
| 9     | USA  | Frederick Koenig  |
| 9     | USA  | Jerry Winholtz    |

Datum: 14. und 15. Oktober 1904

10 Teilnehmer

### Weltergewicht (bis 158 lb / 71,67 kg)
| Platz | Land | Sportler            |
| ----- | ---- | ------------------- |
| 1     | USA  | Charles Ericksen    |
| 2     | USA  | Bill Beckman        |
| 3     | USA  | Jerry Winholtz      |
| 4     | USA  | William Hennessy    |
| 5     | USA  | A. Mellinger        |
| 5     | USA  | William Schaefer    |
| 5     | USA  | Hugo Toeppen        |
| 5     | USA  | Jerry Winholtz      |
| 9     | USA  | Albert Bechestobill |
| 9     | USA  | Samuel Filler       |

Datum: 14. und 15. Oktober 1904

10 Teilnehmer
Charles Ericksen wird in der Ergebnisliste des IOC als Norweger gewertet, doch in der Einzelauflistung wird er als Amerikaner geführt, hier muss das IOC noch aufräumen.

### Schwergewicht (über 158 lb / 71,67 kg)
| Platz | Land | Sportler         |
| ----- | ---- | ---------------- |
| 1     | USA  | Bernhoff Hansen  |
| 2     | USA  | Frank Kugler     |
| 3     | USA  | Fred Warmbold    |
| 4     | USA  | William Hennessy |
| 5     | USA  | Joseph Dilg      |
| 6     | USA  | Fred Warmbold    |

Datum: 14. und 15. Oktober 1904

5 Teilnehmer
Bernhoff Hansen wird in der Ergebnisliste des IOC als Norweger gewertet, doch in der Einzelauflistung wird er als Amerikaner geführt, hier muss das IOC noch aufräumen.